# Прогресс (газопровод)
«Прогресс» («Ямбург — западная граница СССР») — магистральный экспортный газопровод, построенный Советским Союзом в 1988 году. Маршрут газопровода через Украину совпадёт с газопроводом «Уренгой — Помары — Ужгород». Его пропускная мощность составляет 26 млрд. кубометров природного газа в год. Газопровод начинается на территории России от Ямбургского месторождения. На магистрали 9 компрессорных станций, обеспечивающих транспортировку газа в Европу (Словакия, Чехия, Австрия, Германия, Франция, Швейцария, Словения, Италия).
Диаметр газопровода – 1400 мм.
Рабочее давление – 7,4 МПа.
Протяжённость газопровода – 3473 км (1160 км по территории Украины).

## История
Построен в 1988 году.